# Ponta Norte

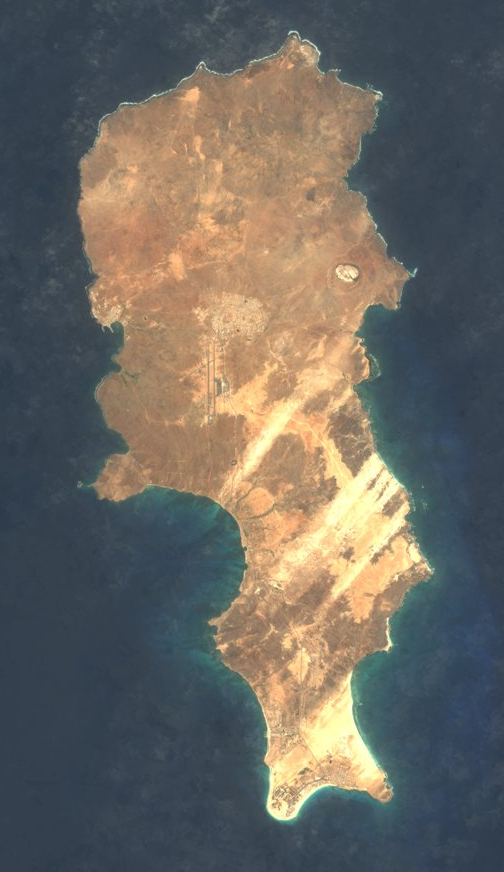
Insel Sal, Cabo Verde

Ponta Norte (Ponta do Norte dt.: „Nord-Kap/Nordpunkt“) ist eine Landzunge (Kap) an der Nordküste der Insel Sal in Cape Verde. Es ist der nördlichste Punkt der Insel. Sie liegt ca. 11 km nördlich des Hauptortes der Insel Espargos. Der Leuchtturm Farol de Ponta Norte befindet sich auf dem Kap.